# Folha de S. Paulo
La Folha de S.Paulo (in italiano Foglio di S. Paolo) è un quotidiano brasiliano fondato nel 1921 sotto il nome Folha da Noite e pubblicato a San Paolo dalla società Folha da Manhã.
Il giornale è il fulcro di Gruppo Folha, un conglomerato mediatico che controlla anche UOL (Universo Online), il principale portale Internet in Brasile; istituto di sondaggi Datafolha; casa editrice Publifolha; la tipografica Três Estrelas e società di stampa Plural. Insieme a O Estado de S. Paulo e O Globo, Folha è considerato uno dei tre principali quotidiani brasiliani.

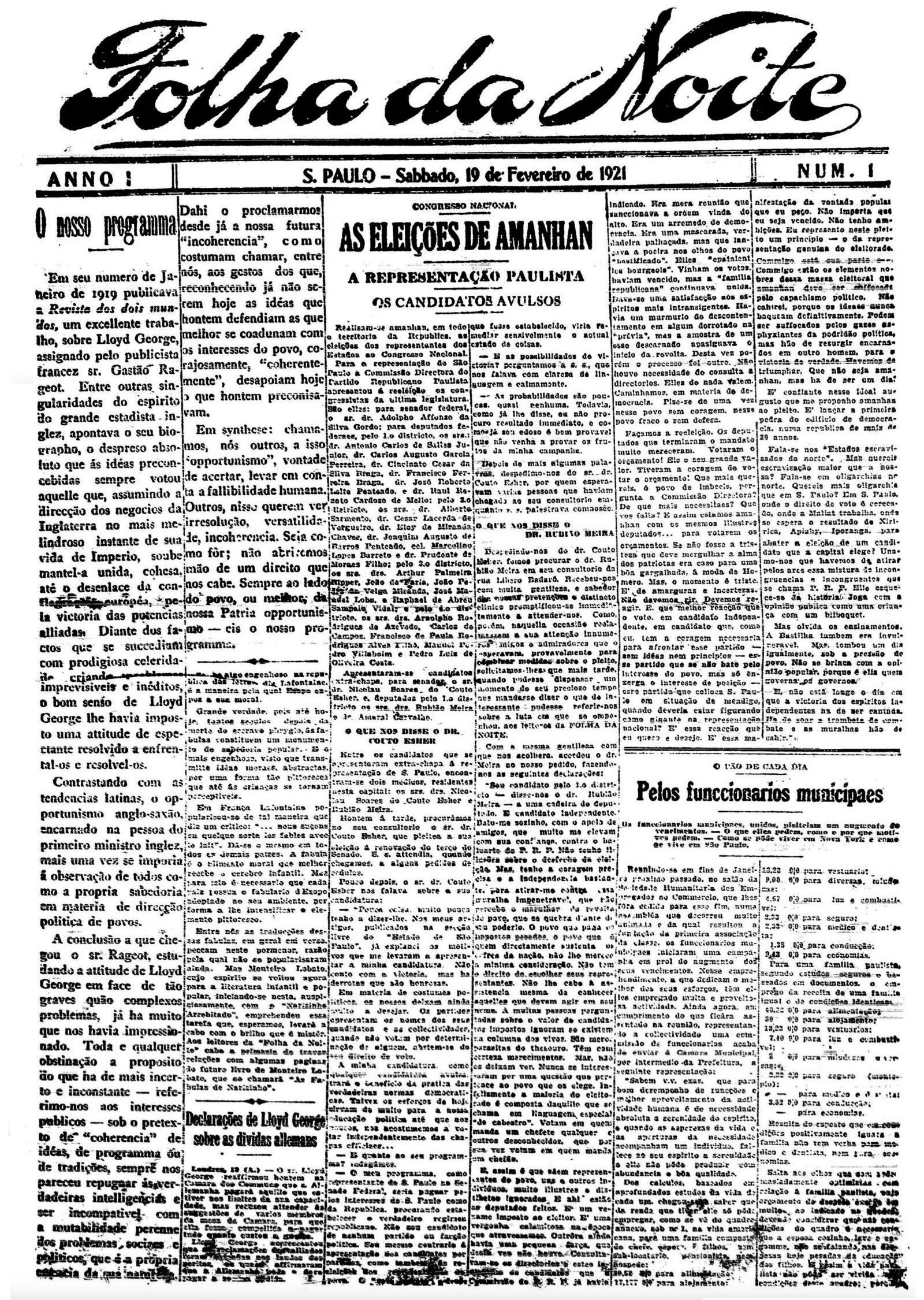
Il primo numero di Folha da Noite pubblicato sabato 19 febbraio 1921.

Nel 2004 ha pubblicato la foto di disuguaglianza più famosa al mondo che in seguito ha reso internazionalmente conosciuto il fotografo brasiliano Tuca Vieira.